# Aglipay
Aglipay is een gemeente in de Filipijnse provincie Quirino in het noordoosten van het eiland Luzon. Bij de laatste census in 2007 had de gemeente ruim 25 duizend inwoners.

## Geografie

### Bestuurlijke indeling
Aglipay is onderverdeeld in de volgende 25 barangays:
| - Alicia - Cabugao - Dagupan - Diodol - Dumabel - Dungo - Guinalbin - Ligaya - Nagabgaban - Palacian - Pinaripad Sur - Pinapirad Norte - Progreso | - Ramos - Rang-ayan - San Antonio - San Benigno - San Francisco - San Leonardo - San Manuel - San Ramon - Victoria - Villa Pagaduan - Villa Santiago - Villa Ventura |

## Demografie
Aglipay had bij de census van 2007 een inwoneraantal van 25.069 mensen. Dit zijn 3.295 mensen (15,1%) meer dan bij de vorige census van 2000. De gemiddelde jaarlijkse groei komt daarmee uit op 1,96%, hetgeen lager is dan het landelijk jaarlijks gemiddelde over deze periode (2,04%). Vergeleken met de census van 1995 is het aantal mensen met 4.864 (24,1%) toegenomen.

De bevolkingsdichtheid van Aglipay was ten tijde van de laatste census, met 25.069 inwoners op 300,18 km², 83,5 mensen per km².